# Gringuito
Gringuito es una película chilena estrenada en 1998 del director Sergio Castilla, con escenas filmadas en Nueva York y Santiago de Chile.

## Argumento
Iván (interpretado por Sebastián Pérez) es un niño de nueve años, que ha vivido toda su vida en Nueva York (Estados Unidos), pero sus padres chilenos deciden regresar a Santiago, ya que la madre embarazada quiere que el hermanito de Iván nazca en Chile. La familia se instala en un céntrico apartamento santiaguino, donde Iván desde su ventana añora la vitalidad de Nueva York, se aburre en Santiago y se siente desplazado por su familia, que se encuentra pendiente del bebé que viene en camino.
En un momento de descuido de la doméstica, Iván escapa de casa, desde ese instante comienza a recorrer un paisaje ajeno a él, donde vivirá una aventura inolvidable. En su periplo será apodado "gringuito", por haber vivido en Estados Unidos.

## Historia
Gringuito es la historia de un niño que llega a Chile contra su voluntad. Ha vivido siempre en Nueva York y se siente completamente desarraigado el día que sus padres se instalan en Santiago de Chile, en un departamento frente al Cerro Santa Lucía. Iván, el "Gringuito", considera el regreso poco menos que una traición y a eso se agrega el embarazo de su mamá, que lo hará perder con la llegada de otro hermano, su protagonismo y excluisividad. Por eso se evade de la casa, se involucra con un Veguino -el Flaco- a quien le compra su protección, y termina abierto a una realidad afectiva y social que no conocía. 
Tras ser un verdadero desaparecido por espacio de unos días, la suya se convertirá en una fuga a la madurez y en una experiencia de encuentro con Chile.

## Reparto
- Sebastián Pérez como Iván.
- Mateo Iribarren como Flaco.
- Catalina Guerra como Camila.
- Alejandro Goic como Jorge.
- Kevin Dean como Billy.
- William Dean como padre de Billy.
- Liliana Ross como Tete.
- José Manuel Salcedo como Mario.
- Alejandra Fosalba como Carmencha.
- Tamara Acosta como María.
- Gonzalo Muñoz-Lerner como Manuel
- Boris Fariñas Rojas como hijo de Flaco  (Matías Iribarren)

## Polémicas
Cuando la película estaba terminándose, Sergio Castilla debió enfrentar una querella de los descendientes de Claudio Vicuña, un político del siglo XIX, luego de que en una escena apareciese Iván y sus amigos bailando en las escalinatas del mausoleo de este. Según los demandantes, esto violaba su derecho a la honra.
Castilla recibió el apoyo tanto de directores de cine como del poeta Raúl Zurita, que señaló que la película ayudaba a valorizar el legado de Vicuña. Incluso, el propio Zurita recomendaba rechazar esta demanda:
“De prosperar esta demanda, estaríamos frente a un hecho de catastróficas consecuencias. Nada podría ser realizado, nada podría ser expresado, no se podría filmar el frontis de un edificio, ni de una plaza, ni de un monumento, puesto que todo puede, si se quiere, ser visto como un agravio a alguien. Por el contrario, en esta película no hay agravios, sólo homenaje" 
El líbelo finalmente fue declarado inadmisible tanto por la Corte de Apelaciones de Santiago como por la Corte Suprema, por lo que la película pudo estrenarse. 